# 長野村 (石川県)
長野村（ながのむら）は石川県能美郡にあった村。現在の能美市中部の南西端、国道8号金沢西バイパス・小松バイパスの東側にあたる。

## 歴史
- 1889年（明治22年）4月1日 - 町村制の施行により、牛島村、末信村、大長野村、小杉村及び小長野村の区域をもって、長野村が発足する。
- 1907年（明治40年）8月5日 - 湯野村、長野村及び寺井村が合併して、寺井野村が発足する。

## 交通

### 鉄道路線
後に北陸鉄道能美線の末信牛島駅が所在したが、当時は未開業。